# Sauropus pierrei
Sauropus pierrei là một loài thực vật có hoa trong họ Diệp hạ châu. Loài này được (Beille) Croizat miêu tả khoa học đầu tiên năm 1940.